# Shamier Anderson

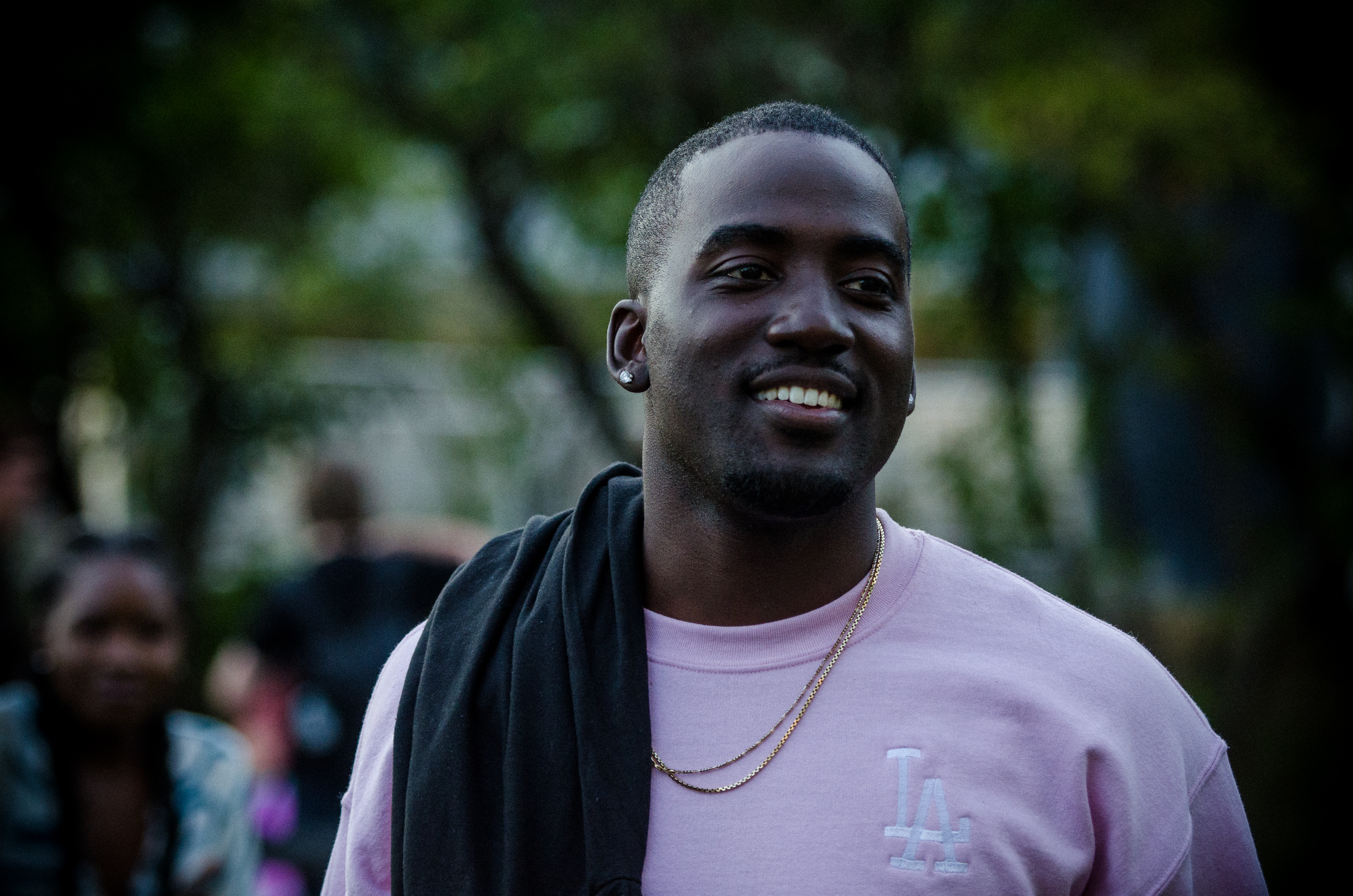
Shamier Anderson

Shamier Anderson (* 6. Mai 1991 in Toronto) ist ein kanadischer Filmschauspieler. Er ist bekannt für seine Rolle des stellvertretenden US-Marshals Xavier Dolls in der Fernsehserie Wynonna Earp.

## Leben
Shamier Anderson wurde 1991 in Toronto geboren. Er hat zwei jüngere Brüder, einer davon, Stephan James, ist ebenfalls Schauspieler. Er besuchte die Wexford Collegiate School for the Arts in Scarborough, die er mit Auszeichnung abschloss.
Ab 2016 war regelmäßig in der Fernsehserie Wynonna Earp in der Rolle des stellvertretenden US-Marshals Xavier Dolls zu sehen. 
In der Filmbiografie Zeit für Legenden spielte er den US-amerikanischen Leichtathleten Eulace Peacock, während sein Bruder in der Hauptrolle von Jesse Owens zu sehen war. Eine größere Rolle erhielt Anderson auch in dem Science-Fiction-Drama Stowaway – Blinder Passagier von Joe Penna, das im April 2021 bei Netflix veröffentlicht wurde.
Gemeinsam mit seinem Bruder Stephan gründete er den „B.L.A.C.K. Ball“, eine Veranstaltungsreihe, die 2019 während des Toronto Film Festivals und während der Oscars-Saison in Los Angeles stattfand.
Anderson wohnt in Los Angeles.

## Filmografie (Auswahl)
- 2009: Jared ‚Coop‘ Cooper – Highschoolanwalt (Overruled!, Fernsehserie, 6 Folgen)
- 2010: Nostrum
- 2011: Santa … verzweifelt gesucht (Desperately Seeking Santa, Fernsehfilm)
- 2012: The Barrens
- 2013: Played (Fernsehserie, 1 Folge)
- 2016: Zeit für Legenden (Race)
- 2016–2018: Wynonna Earp (Fernsehserie, 27 Folgen)
- 2018: Love Jacked
- 2018: City of Lies
- 2018: Destroyer
- 2019: Love Again – Jedes Ende ist ein neuer Anfang (Endings, Beginnings)
- 2019: Goliath (Fernsehserie, 7 Folgen)
- 2020: Soulmates (Fernsehserie, 1 Folge)
- 2020: Bruised
- 2020: Son of the South
- 2021: Stowaway – Blinder Passagier (Stowaway)
- 2021: Awake
- seit 2021: Infiltration (Invasion, Fernsehserie)
- 2022: Bruiser
- 2023: John Wick: Kapitel 4 (John Wick: Chapter 4)
- 2024: The Luckiest Man in America

## Auszeichnungen
Toronto International Film Festival 2019
- Auszeichnung als Rising Star[3][4]